# Магия четырёх стихий
«Магия четырёх стихий» (нем. Ein Mädchen namens Willow) — немецко-австрийский художественный фильм 2025 года режиссера Майка Марзука с Авой Петш в главной роли. Сценарий Гезы Шайбнер основан на серии детских книг Сабины Болманн.

## Сюжет
Юная Ива унаследовала от своей двоюродной бабушки Альвины волшебный лес, небольшой домик, а также способности к колдовству. В коттедже она встречает чернокнижника Гриммура, который поручает ей найти трёх девушек, также обладающих магическими способностями. Вместе они должны овладеть стихиями огня, воды, воздуха и Земли. После того, как два нечистых на руку дельца собираются вырубить лес и построить там торговый центр, девушки, обладающие магическими способностями, остаются единственными, кому под силу спасти лес.

## В ролях
- Ава Петш — Ива
- Кора Трубе — Валентина
- Анна фон Зельд — Гретхен
- Мари Тёлле — Лотти
- Голо Ойлер — Адам
- Диана Амфт — Гундула
- Сибилле Каноника — Альвина
- Макс Гирман — Гриммур

## Производство и премьера
Съёмки проходили с 18 июня по 12 августа 2024 года в Баварии и Австрии.
Премьера состоялась 23 февраля 2025 года в кинотеатре Mathäser Filmpalast в Мюнхене. В Австрии, Германия и Швейцарии фильм вышел в кинотеатрах 27 февраля 2025 года. Прокат в России — с 19 июня.

## Восприятие
«Магия четырёх стихий» была номинирована на премию Австрийской киноакадемии в категории «Лучший дизайн костюмов» (Моника Буттингер).
Петер Воллебен написал в Bild: «Это классический фильм для всех возрастов, что делает его подходящим для всей семьи».